# ماثيو غونزالفز
ماثيو غونزالفز (بالإنجليزية: Matthew Gonsalves)‏ هو لاعب كرة قدم هندي، ولد في 9 أكتوبر 1978 في Nerul ‏ في الهند. لعب مع سبورتينغ غوا ونادي بونه.

## وصلات خارجية
- ماثيو غونزالفز على موقع قاعدة بيانات كرة القدم.إي يو (الإنجليزية)